# سامان ویسی
سامان ویسی (زادهٔ ۱۶ مرداد ۱۳۶۱ در سنندج) عضو تیم ملی بسکتبال ایران و فولاد ماهان است.